# Radiatorfolie

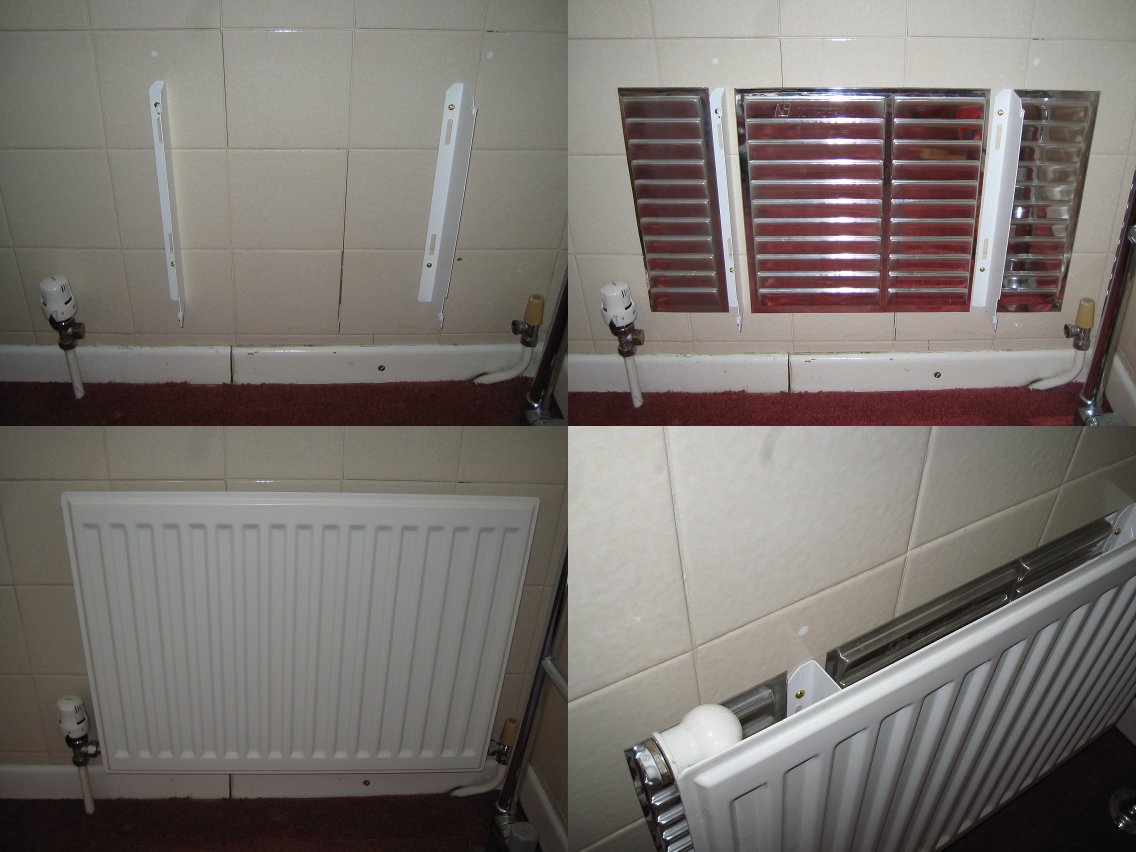
Installatie van een radiatorfolie achter een gewone paneelradiator in huis.

Radiatorfolie is een dunne, van een reflecterende aluminiumlaag voorziene folie, die door middel van een op het product vooraf aangebrachte kleeflaag achter een radiator tegen (de binnenzijde van) een buitenmuur wordt geplakt. De folie kan ook aan de achterzijde van de radiator zelf bevestigd worden, maar is dan minder effectief. Op deze wijze wordt stralingsenergie die via de muur de ruimte zou verlaten en verloren gaan voor de verwarming van de ruimte zelf afgebogen, waardoor de efficiëntie van het verwarmingssysteem wordt verhoogd.  Het is een onderdeel van warmte-isolatie.
De Nederlandse stichting Milieu Centraal stelt dat het plaatsen van 1 m² radiatorfolie op jaarbasis een besparing van circa 10 m³ gas kan opleveren.